# Komprimierter Nahrungsmittel-Riegel

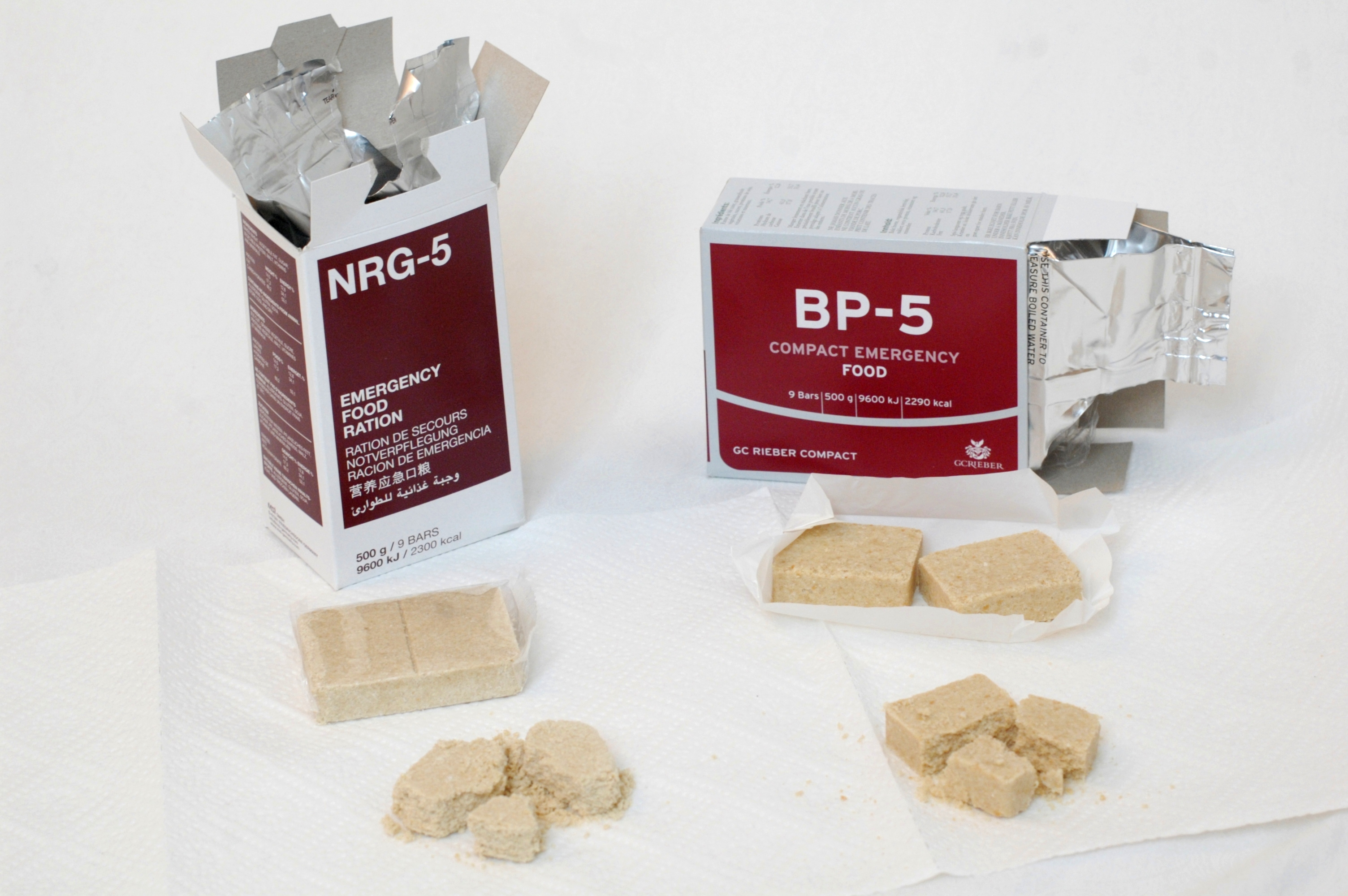
Vergleich von BP-5 (GC Rieber Compact aus Norwegen) und NRG-5 (MSI GmbH aus Deutschland).

Komprimierter Nahrungsmittel-Riegel oder Kohlenhydratkomprimat-Riegel (englisch: "Compressed Food Bars") bezeichnen eine Form direkt verzehrfähiger Nahrungsmittelprodukte, die durch eine lange Haltbarkeitsdauer, einen hohen Nährwert und ein vergleichsweise kleines Volumen gekennzeichnet sind. Sie werden aus diesen Gründen von Hilfsorganisationen bei der Bewältigung von Hungersnöten und vergleichbaren Katastrophen (siehe Sondernahrungsmittel für Ernährungshilfe), als Teil der Überlebensrationen im militärischen Bereich, bei Forschungsexpeditionen sowie von Privatpersonen im Bereich Outdoor-Tourismus eingesetzt.

## Zusammensetzung und Verwendung

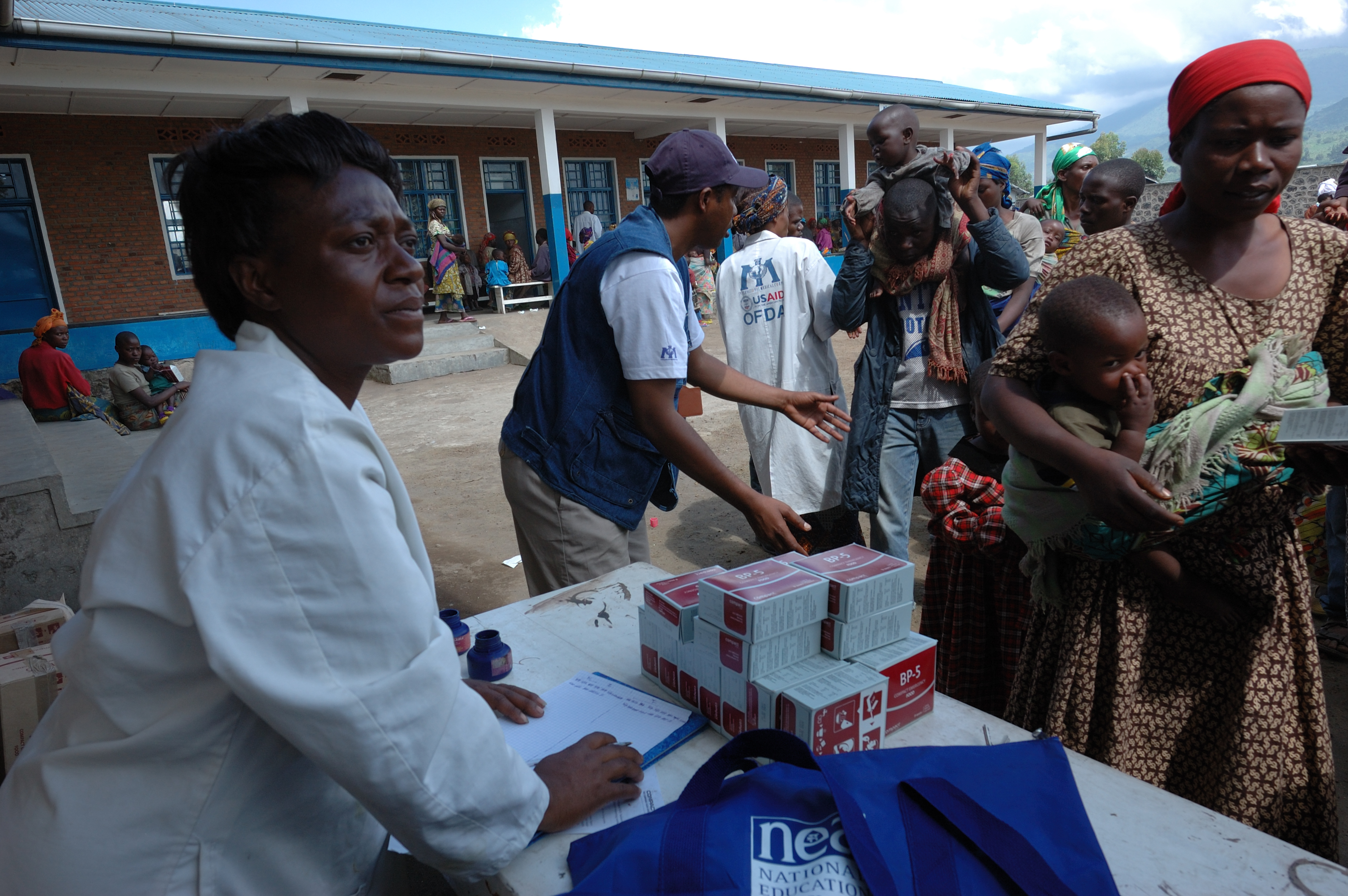
Verteilung von BP-5-Rationen durch UNICEF in Goma, Demokratische Republik Kongo, November 2008

Bei diesen Produkten handelt es sich (im Unterschied zu High-Energy-Biskuits) nicht um Backwaren, sondern um Nahrungsmittelmischungen in komprimierten, trockenen und festen Riegeln. Diese können ohne Zubereitung sofort verzehrt werden oder alternativ mit heißem beziehungsweise kaltem Wasser oder Milch zu einem Brei verarbeitet werden. Der Geschmack ist leicht süß. Die Haltbarkeitsdauer im vakuumverpackten Zustand wird mit mindestens fünf Jahren angegeben, beträgt aber in Abhängigkeit von den Lagerbedingungen meist mehr als zehn Jahre. 
Bekannte Produkte sind z. B. BP-5 und BP-WR (Hersteller beider Produkte: GC Rieber Compact AS in Norwegen) sowie NRG-5 (Firma MSI GmbH aus Friedrichsdorf in Hessen). 
Die Zutaten bestehen aus geröstetem Weizenmehl (mit 50–60 Prozent Hauptinhaltsstoff), Palmöl, Glucose, Zucker, Gerstenmalz, Glucosesirup und Kaliumchlorid, Stabilisator E451i, Trennmittel E341iii, sowie den Antioxidationsmitteln E304 und E306 (Vitamin E). BP-5 ist zudem mit Proteinkonzentrat aus Soja auf einen Proteingehalt von 14,7 % sowie Vitaminen und Mineralien angereichert. BP-WR hat einen geringeren Eiweißgehalt (8 %) und es fehlt die Vitaminanreicherung; stattdessen wurde der Fettgehalt erhöht, Milcheiweiß hinzugefügt, ein Teil des Palmöls durch Rapsöl mit günstigeren ungesättigten Fettsäuren und ein Teil der Weizens durch Haferflocken ersetzt. Die Produkte enthalten keine gentechnisch veränderten Zutaten sowie keine Lactose und können für die Ernährung von Erwachsenen, Kindern und Jugendlichen sowie Kleinkindern ab dem Alter von 6 Monaten eingesetzt werden. BP-5 und NRG-5 enthalten keine Zutaten tierischen Ursprungs.
Der Energiegehalt beträgt bei BP-5 rund 1.067 kJ (= 255 kcal) pro Riegel, entsprechend 1.920 kJ (= 458 kcal) pro 100 g; bei BP-WR leicht abweichend rund 1.132 kJ (= 270 kcal) pro Riegel, entsprechend 2.037 kJ (= 486 kcal) pro 100 g. Der Gehalt an Kohlenhydraten, Fetten und Proteinen liegt bei BP-5 bei 61,5, 17,0 und 14,7 Prozent; bei BP-WR bei 60,9, 22,8 und 8 Prozent.
Bei BP-5 und BP-WR sind neun Riegel aus je zwei Blöcken jeweils einfach in Papier verpackt und gemeinsam in einer 500-Gramm-Packung unter Hochvakuum wasser- und luftdicht mit einer 3-Lagen-Folie verschweißt. Die Verpackung ist sauerstoffundurchlässig und gewährleistet die Haltbarkeit auch unter extremen klimatischen Bedingungen in Krisensituationen. Eine 500-Gramm-Packung reicht für den Tagesbedarf einer erwachsenen Person. In Notsituationen kann mit einer halben Packung (250 g) pro Tag das Überleben gesichert werden.
Der Preis für 500 g BP-5 beträgt rund 1,50 Euro bei Abgabe an Hilfsorganisationen. Für Privatpersonen ist BP-5 in Deutschland nicht erhältlich; 500 g NRG-5 und BP-WR kosten in Deutschland ab ca. sechs Euro (2017).
Das Produkt „NRG-5“ ist hinsichtlich der Inhaltsstoffe und des Energiegehalts mit BP-5 nahezu identisch, unterscheidet sich jedoch in Geschmack und Verpackung. Für NRG-5 wird eine Haltbarkeit von 20 Jahren vom Hersteller garantiert.
BP-WR enthält Milcheiweiß und wird von strikten Veganern daher unter Umständen als Nahrungsmittel abgelehnt.